# Фридрих Дитрих фон Харденберг
Фридрих Дитрих фон Харденберг (на немски: Friedrich Dietrich von Hardenberg; * 4 септември 1674 в Бюле, част от Нортхайм; † 10 март 1739 в Хановер) е благородник от род Харденберг в Долна Саксония.
Той е най-малкият син (от девет деца) на Хилдебранд Кристоф фон Харденберг (1621 – 1682) и втората му съпруга Магдалена Кристина Кай фон Зеещет от Дания (1631 – 1688), дъщеря на Кай фон Зеещет и Анна фон Алефелт (1592 – 1645).
Братята му са Кристиан Лудвиг фон Харденберг (1662 – 1736), Георг Антон фон Харденберг (1666 – 1721) и Хилдебранд Кристоф фон Харденберг (1668 – 1737).

## Фамилия
Фридрих Дитрих фон Харденберг се жени за Фридерика Катарина фон Ханщайн († 23 юли 1722). Те имат един син:
- Георг Лудвиг фон Харденберг (1720 – 1748)

Фридрих Дитрих фон Харденберг се жени жени втори път на 29 май 1724 г. в Хановер за Магдалена Луция Гроте (* 8 декември 1686, Шнег; † 30 март 1757, Хановер), дъщеря на Гебхард Еберхард Гроте (1646 – 1701) и София Юлиана фон Бюлов (1659 – 1720). Те имат един син:
- Ханс Ернст фон Харденберг (* 30 януари 1729 в Мариеншайн, Ньортен-Харденберг; † 14 октомври 1797 в Харденберг), от 1778 г. имперски граф на Харденберг, женен на 31 януари 1752 г. в Хановер за Анна Елеонора Катарина фон Вангенхайм (* 19 ноември 1731, Хановер; † 11 март 1786, Хановер)